# Rosoideae
Rosoideae är en stor underfamilj inom familjen rosväxter (Rosaceae) och består av över 850 olika arter, inklusive många buskar, fleråriga örter och fruktbärande växter som smultron och hallon. Endast ett fåtal är ettåriga örter.
Den exakta omfattningen av Rosoideae debatteras fortfarande. År 2003 resulterade genetiska studier till att ett flertal släkten flyttades ur underfamiljen, exempelvis fjällsippssläktet (Dryas). Forskning pågår för att vidare reda ut förhållandet mellan de olika släktena.

## Släkten
- Älggrässläktet (Filipendula)
- Övertribus Rosodae
  - Rossläktet (Rosa)
  - Hallonsläktet (Rubus)
  - Tribus Sanguisorbeae
    - Undertribus Agrimoniinae
      - Småborresläktet (Agrimonia)
      - Aremonior (Aremonia)
      - Hagenia
      - Leucosidea
      - Spenceria

    - Undertribus Sanguisorbinae
      - Acaena
      - Cliffortia
      - Margyricarpus (inkl. Tetraglochin)
      - Polylepis
      - Pimpineller (Sanguisorba)
      - Poteridium
      - Poterium (inkl. Bencomia, Marcetella, Dendriopoterium, Sarcopoterium)

  - Tribus Potentilleae
    - Fingerörter (Potentilla) (inkl. Argentina, Comarella, Duchesnea, Horkelia, Horkeliella, Ivesia, Purpusia, Stellariopsis)
    - Undertribus Fragariinae
      - Comarum (inkl. Farinopsis)
      - Dasiphora
      - Drymocallis
      - Dvärgfingerörter (Sibbaldia)
      - Sibbaldiopsis
      - Chamaerhodos
      - Smultronsläktet (Fragaria)
      - Daggkåpesläktet (Alchemilla) (inkl. jungfrukammar (Aphanes), Lachemilla, Zygalchemilla)
      - Potaninia
      - Sibbaldianthe (inkl. Schistophyllidium)

  - Tribus Colurieae
    - Nejlikrotssläktet (Geum) (inkl. Acomastylis, Novosieversia, Oncostylus, Orthurus, Taihangia, Coluria, Waldsteiniasläktet (Waldsteinia))
    - Sieversia
    - Fallugia